# Ligne d'Argenton-sur-Creuse à La Chaussée

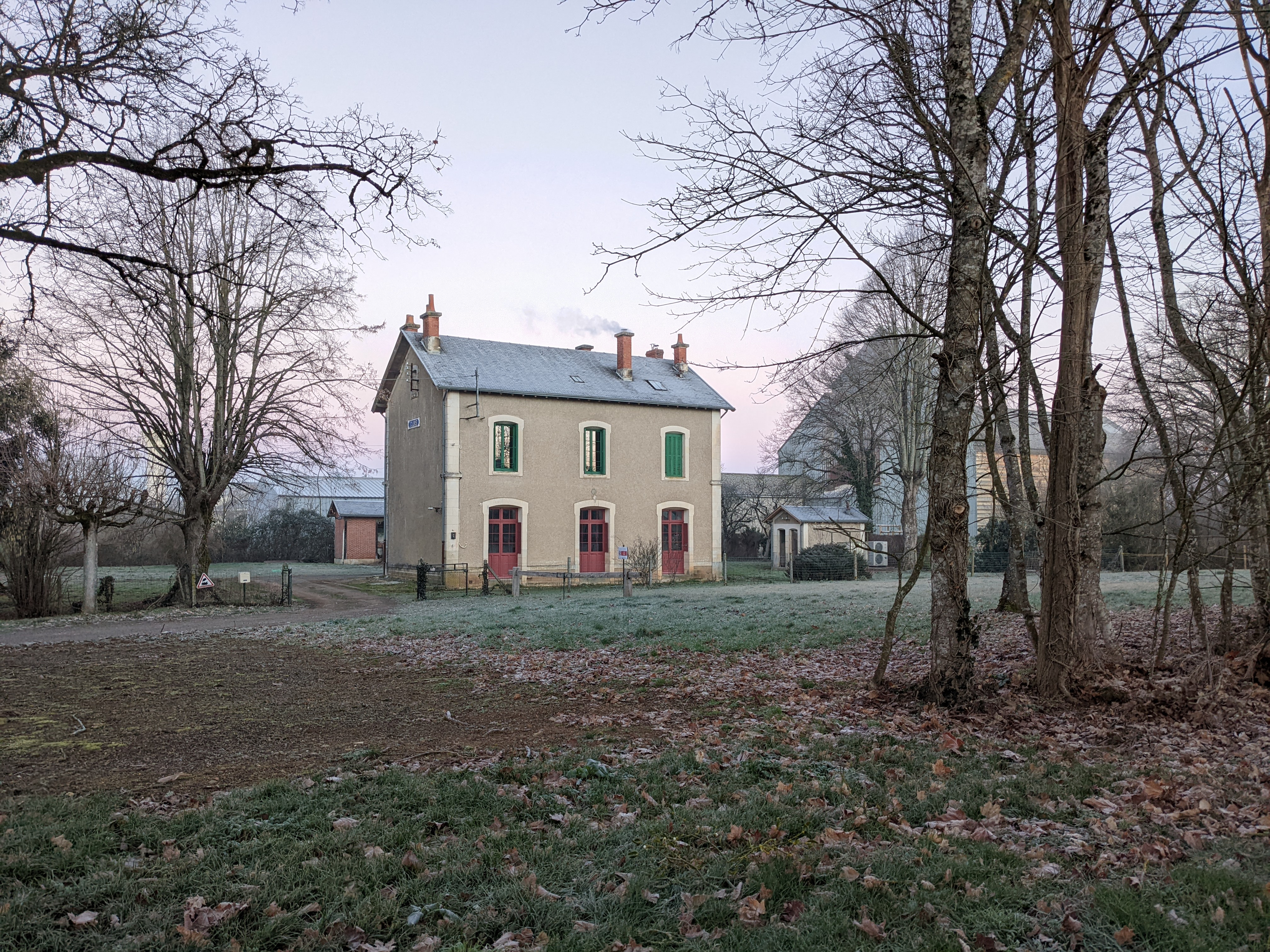
Le bâtiment voyageurs de la gare de Cluis, l'ancien abri de quai et les toilettes-lampisterie dans leur état actuel, en janvier 2022.

La ligne d'Argenton-sur-Creuse à La Chaussée est une ancienne ligne de chemin de fer française à écartement normal et à voie unique. Elle reliait Argenton-sur-Creuse à La Chaussée, tous situés dans le département de l'Indre, en région Centre-Val de Loire.
Son trajet peut être considéré comme une partie de celui du grand projet de chemin de fer de l'Atlantique (La Rochelle, Rochefort) à Genève, passant par Argenton-sur-Creuse, prévu par la compagnie du chemin de fer transversal de l'Ouest à l'Est, projet qui n'a pas été réalisé.
Elle constitue la ligne no 697 000 du réseau ferré national.

## Histoire
En 1868, le conseil général de l'Indre, sous l'impulsion de son président, François Charles Delavau, député, maire de La Châtre, décide la construction d'une ligne ferroviaire d'intérêt local reliant Tournon-Saint-Martin à La Châtre, via Le Blanc et Argenton-sur-Creuse. Le projet de construction est rapporté au conseil général, par Étienne de Saint-Martin, député, maire de Cluis.
La ligne d'Argenton-sur-Creuse à La Châtre est concédée, dans le cadre d'un itinéraire de Tournon-Saint-Martin à La Châtre, par une convention signée 23 mai 1872, entre le préfet de l'Indre et Messieurs Séguineau et Jackson. Cette convention est approuvée par un décret, le 10 juin 1873, qui déclare la ligne d'utilité publique à titre d'intérêt local. Toutefois les concessionnaires initiaux sont déclarés déchus en 1877.
Une loi du 28 juillet 1879 reclasse dans le réseau d'intérêt général la ligne de Tournon-Saint-Martin à La Châtre dont le raccordement vers Port-de-Piles, au départ de Tournon a été décidé dans le cadre du Plan Freycinet en 1879. La ligne est finalement concédée à titre définitif par l'État à la Compagnie du chemin de fer de Paris à Orléans (PO), par une convention signée entre le ministre des Travaux publics et la compagnie, le 28 juin 1883. Cette convention est approuvée par une loi, le 20 novembre suivant.
Les études de tracé reprennent en 1892 et sont présentées aux municipalités traversées qui proposent de nombreuses modifications. Le tracé définitif est approuvé en juin 1894.
La ligne est inaugurée, le 18 octobre 1903.
Économiquement, elle arrive tard, presque quarante ans après la décision de sa construction. Elle dessert des communes dont la population est le plus souvent faible, à habitat dispersé et qui se déplace peu en dehors des foires qui ne se tiennent que 45 jours par an. En 1903, l'ère de l'automobile est déjà à ses prémices et son développement est proche. Le chantier du barrage d'Éguzon, ne dure que quelques années. Enfin, l'abandon du grand projet de transversale Ouest-Est, retire à la ligne sa dernière finalité. Tous ces éléments amènent à une fermeture probable et proche. Le service voyageurs est effectivement arrêté le 15 mai1939, 36 ans après l'ouverture de la ligne. Elle est alors exploitée sous le régime de la voie unique à trafic restreint[réf. nécessaire]. Du fait de la pénurie d'essence, des trains marchandises-voyageurs circuleront durant la seconde mondiale, mais cesseront dès celle-ci terminée. Le dernier train de marchandises circule, le 18 mai 1952. La ligne (PK 295,306 à 335,070) est déclassée en totalité par décret le 12 novembre 1954. La ligne est déclassée en 1954. Ses emprises sont aliénées en 1972.
Elle constitue la ligne no 697 000 du réseau ferré national.

## Tracé et profil
La ligne est à voie unique et à écartement normal, non électrifiée. Quatorze passages à niveau gardés et barrières sont répartis sur la ligne.
Les rampes ont été établies avec un taux de 12 pour mille, Cluis étant le point culminant de la ligne à 265 m d'altitude. Le rayon de base des courbes est de 500m, qui permettrait une vitesse théorique de 110 km/h.
Les principaux ouvrages d'arts sont : le viaduc de l'Auzon, à Cluis, construit de 1897 à 1901 (499 m de long, 42,70 m de haut, 20 arches de 20 m d'ouverture, un des plus grands viaducs ferroviaires en maçonnerie de France), qui absorbe 1 964 000 francs, soit 17 % du budget de la ligne, et le deuxième ouvrage d'art est le viaduc de Fromental au Menoux (68 m de long, 19 m de haut, 5 arches de 10 m d'ouverture).

### Gares ferroviaires
| Noms                  | Types | Communes              |
| --------------------- | --- | --------------------- |
| Argenton-sur-Creuse   | gare | Argenton-sur-Creuse   |

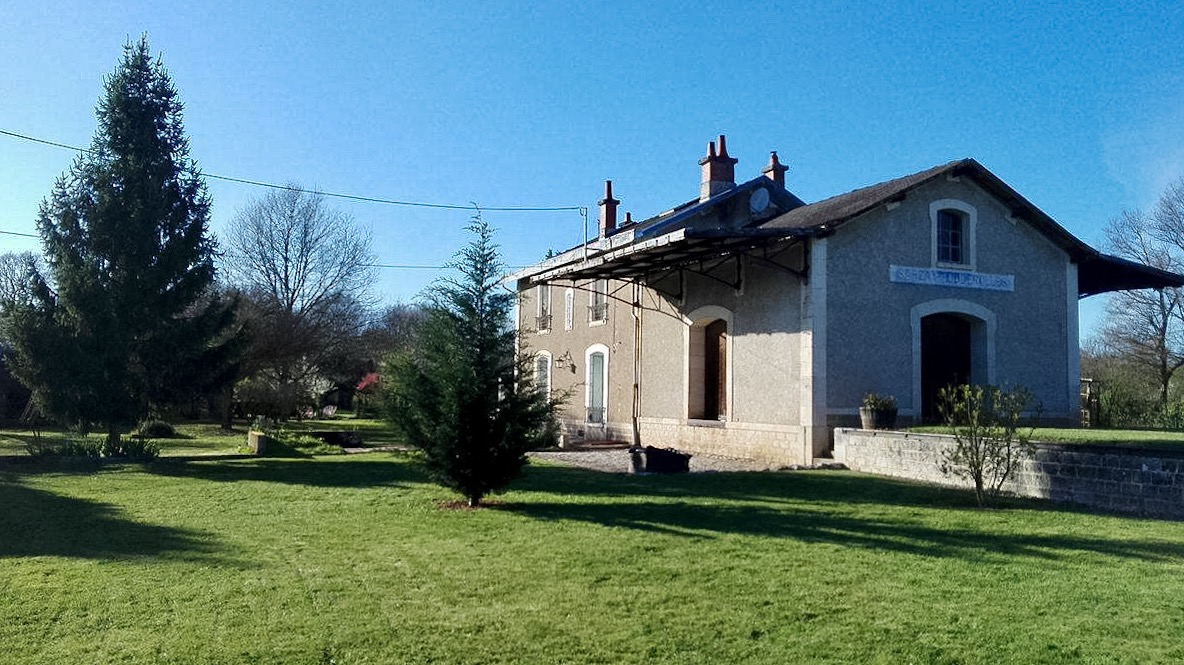
L'ancienne gare de Sarzay - Fougerolles en 2018.

| Le Pêchereau          | Halte BV 2 portes sans halle marchandises.                                                                                  | Le Pêchereau          |
| Le Menoux             | Gare type Senillé (BV 2 portes avec halle marchandises accolée)                                                             | Le Menoux             |
| Chavin                | gare type Senillé avec halle marchandises accolée.                                                                          | Chavin                |
| Maillet               | Gare type Senillé avec halle marchandises accolée.                                                                          | Maillet               |
| Cluis                 | Gare type Pleumartin (BV 3 portes), avec halle marchandises séparée, château d'eau et grues hydrauliques, local de la voie. | Cluis                 |
| Bonnavoix             | halte (Maison de passage à niveau avec salle d'attente accolée).                                                            | Mouhers               |
| Neuvy-Saint-Sépulchre | Gare type Pleumartin (BV 3 portes) avec halle marchandises séparée.                                                         | Neuvy-Saint-Sépulchre |
| Sarzay - Fougerolles  | Gare type Senillé avec halle marchandises séparée.                                                                          | Sarzay                |
| La Chaussée           | Gare type Senillé sans halle marchandises.                                                                                  | Le Magny              |

La gare de Cluis, sensiblement à mi-parcours et point culminant de la ligne, était équipée d'installations de ravitaillement en eau pour les locomotives à vapeur. L'eau était puisée dans la rivière "la Bouzanne" et refoulée par une machine élévatrice à vapeur dans une conduite jusqu'au château d'eau qui alimentait deux grues hydrauliques. L'équipe chargée de la maintenance de la ligne était également basée à Cluis, avec un local pour le chef de district et le magasin de stockage (toujours présent de nos jours au niveau du court de tennis le plus ancien des installations sportives de la commune).
Le Menoux, Chavin, Maillet et Sarzay Fougerolles disposaient de 3 voies (voie principale, voie d'évitement, et voie de desserte de la halle). Cluis et Neuvy - St-Sépulchre avaient 4 voies, 2 voies à quai (principale et évitement), et deux voies pour les marchandises. Les plans de construction de la ligne montrent que des plates tournantes à wagons étaient prévues sur les voies marchandises des gares de la ligne.
La voie était armée en rail Double Champignon PO dissymétrique, de 38 kg par mètre, modèle 1896, sur travelage bois. Des photos anciennes montrent que la gare de Cluis avait, au moins à la fin de l'exploitation ferroviaire, des rails Vignole à patin.

## Dessertes
Quatre trains effectuaient l'aller-retour, puis trois, puis deux. Des trains supplémentaires étaient mis en place, pour les foires d'Argenton-sur-Creuse, Cluis, Neuvy-Saint-Sépulchre et La Châtre, ainsi que pour les pèlerinages du « Précieux Sang » à Neuvy-Saint-Sépulchre.
La vitesse maximale de la ligne était de 80 km/h aux débuts de l'activité.[réf. nécessaire] Les horaires de 1908 montrent que les trains de voyageurs omnibus ou facultatifs étaient tracés avec des vitesses de 40 à 55 km/h, les trains de marchandises à 30 km/h.

## Matériels et trains utilisés
Le matériel utilisé fut des locomotives Columbia (021 et 121) et 141 (TA et TB). Des 230 G furent aussi utilisées sur la ligne. Puis vers 1931 des locomotives Sentinel-Bacalan et à partir de 1934 des autorails du centre du Blanc (Renault VH, ADN et prototype à vapeur Sentinel).

## État de l'ancienne ligne
Une voie verte est aménagée dans le prolongement de la voie verte des Vallées d'Argenton jusqu'à Cluis comprenant un passage sur le viaduc de l'Auzon. Son prolongement de 35 km jusqu'à La Chaussée et au-delà jusqu'à La Châtre sur l'ancienne ligne de La Châtre à Guéret est projeté dans le cadre du plan vélo du département de l'Indre 